# Vigor Lamezia Calcio 2007-2008
Questa voce raccoglie le informazioni riguardanti la Vigor Lamezia Calcio nelle competizioni ufficiali della stagione 2007-2008.

## Rosa
| N. |                      | Ruolo | Calciatore          |
| -- | -------------------- | ----- | ------------------- |
|    | Italia (bandiera)    | C     | Simone Adani        |
|    | Italia (bandiera)    | A     | Emanuele Alessandrì |
|    | Italia (bandiera)    | D     | Emanuele Aloe       |
|    | Italia (bandiera)    | C     | Raffaele Battisti   |
|    | Italia (bandiera)    | C     | Alberto Carraro     |
|    | Argentina (bandiera) | D     | Leonel Ciminari     |
|    | Italia (bandiera)    | A     | Gennaro Esposito    |
|    | Italia (bandiera)    | P     | Claudio Furlan      |
|    | Italia (bandiera)    | A     | Federico Lauria     |
|    | Italia (bandiera)    | C     | Angelo Lopetrone    |
|    | Italia (bandiera)    | C     | Vincenzo Maisto     |
|    | Italia (bandiera)    | A     | Massimo Manca       |
|    | Italia (bandiera)    | C     | Gennaro Marasco     |

| N. |                   | Ruolo | Calciatore            |
| -- | ----------------- | ----- | --------------------- |
|    | Italia (bandiera) | D     | Alessio Mauro         |
|    | Italia (bandiera) | P     | Francesco Parrotta    |
|    | Italia (bandiera) | D     | Nicolò Pascuccio      |
|    | Italia (bandiera) | D     | Marco Petrassi        |
|    | Italia (bandiera) | C     | Andrea Pippa          |
|    | Italia (bandiera) | D     | Gennaro Porpora       |
|    | Italia (bandiera) | A     | Paolo Ramora          |
|    | Italia (bandiera) | A     | Vincenzo Riccobono    |
|    | Italia (bandiera) | C     | Gianfranco Rondinelli |
|    | Italia (bandiera) | C     | Giovanni Rosamilla    |
|    | Italia (bandiera) | A     | Antonio Scalese       |
|    | Italia (bandiera) | C     | Domenico Tassone      |